# Isla de Santo Stefano
Isla de Santo Stefano (en italiano: Isola Santo Stefano) es una isla en el archipiélago de la Magdalena en el norte de Cerdeña, Italia, y parte del parque nacional de La Magdalena. Es en gran parte deshabitada y es principalmente conocida por la existencia de una base naval de la OTAN y un centro de municiones de la Marina italiana. Aparte de los militares, las residencias en la isla son un destino turístico, parte del Club Valtur, que es en gran parte ocupado únicamente durante los meses de verano. El acceso público a la isla se hace por barco ya sea desde La Maddalena o cerca de Palau, en Cerdeña.